# الزراعة في ألمانيا

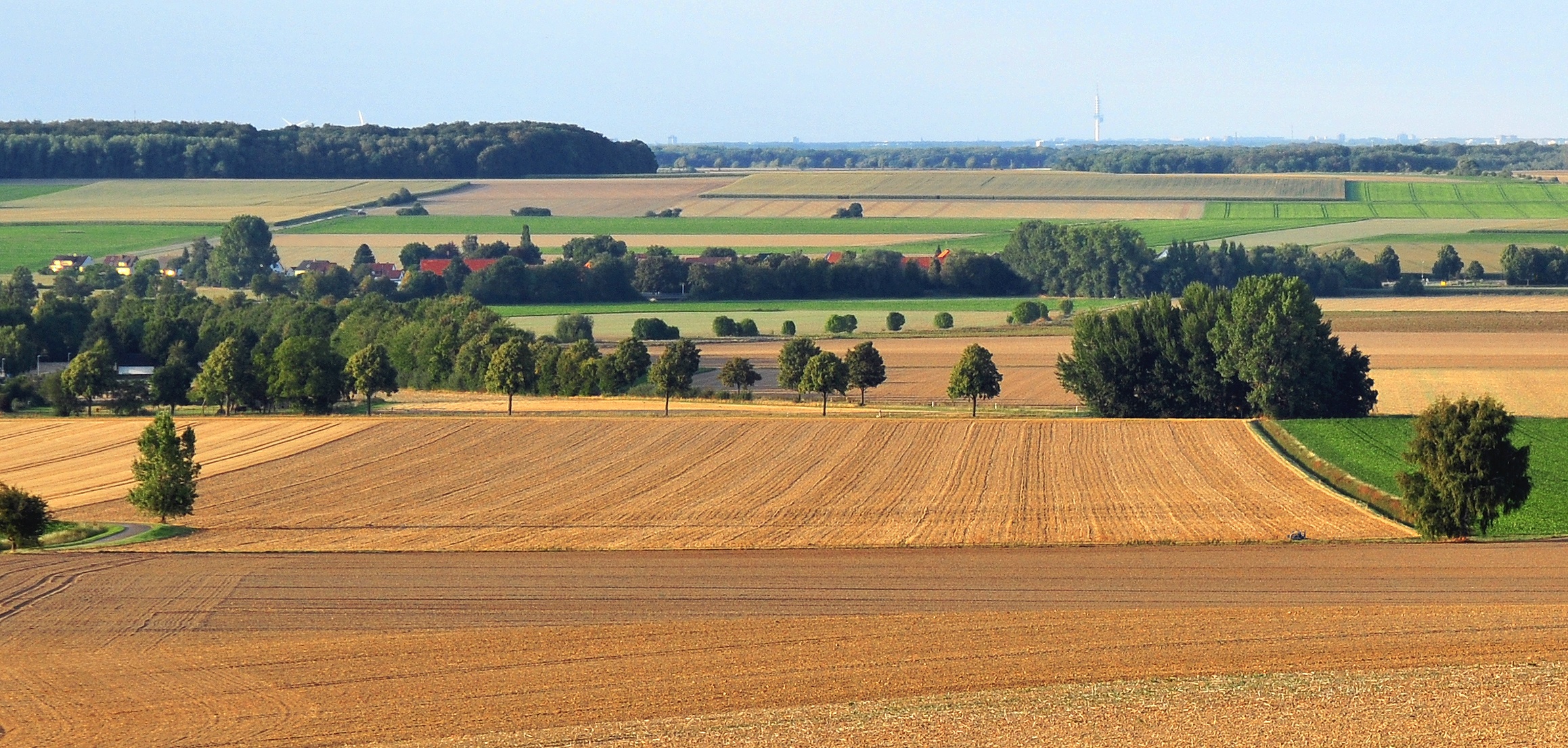

الزراعة في ألمانيا، (بالإنجليزية: Agriculture in Germany)‏، تعتبر قطاع صغير من الاقتصاد الألماني، حيث انخفض عدد المزارعين بسرعة، منذ فترة التصنيع في القرن التاسع عشر، وانخفض مرة أخرى بشكل كبير خلال القرن العشرين.
وقد انخفض عدد المزارعين، بشكل مطرد في ألمانيا الغربية، من 1.6 مليون في عام 1950 إلى 630000 في عام 1990. أما في ألمانيا الشرقية، تم تجميع المزارع في ظل النظام الإشتراكي، فكان هناك حوالي 5100 شراكات في الإنتاج الزراعي بمعدل 4100 هكتار مزروعة. أما بعد التوحيد، ظلت حوالي ثلاثة أرباع التعاونيات والشراكات، وعادت بعضها إلى أصحابها الأصليين أو بيعت من القطاع الخاص، بعد تعذر العثور على أصحابها، لتصبح مساحة حوالي 14000 مزارع خاصة في ألمانيا الغربية، أما في شرق ألمانيا تسود المزارع العائلية.
على الرغم من أن عدد المزارعين انخفض عددها، إلا أنه زاد الإنتاج في الواقع من خلال وسائل الإنتاج الأكثر كفاءة، من عام 1990م وحتى وقت قريب، فيمكن أن تنتج مزرعة واحدة، ما يكفي من الغذاء لحوالي 75 شخصا، وهذا أكثر بكثير مما كان عليه الحال في عام 1950م أو 1960م.

## المنتجات الزراعية الرئيسية في ألمانيا
تشمل المنتجات الزراعية الرئيسية، الحليب، ولحم الخنزير، ولحم البقر، والدواجن، والحبوب، والبطاطا، والقمح، والشعير، والملفوف، والشمندر السكري.
يلعب النبيذ، والفواكه، والخضروات، وغيرها من المنتجات البستانية، دورًا مهمًا في بعض مناطق مختلفه في ألمانيا، فالمنتحات الزراعية تختلف من منطقة إلى أخرى.